# 锡钦乡
锡钦乡（藏語：གཞིས་ཆེན་），是中华人民共和国西藏自治区日喀则市拉孜县下辖的一个乡镇级行政单位。

## 行政区划
锡钦乡下辖以下地区：
吉布村、岗西村、仁达村、扎宗村、朵玛村、荣白村、夏鲁村、格白村、夏拉苏村、增村和锡钦村。